# Torze varlete

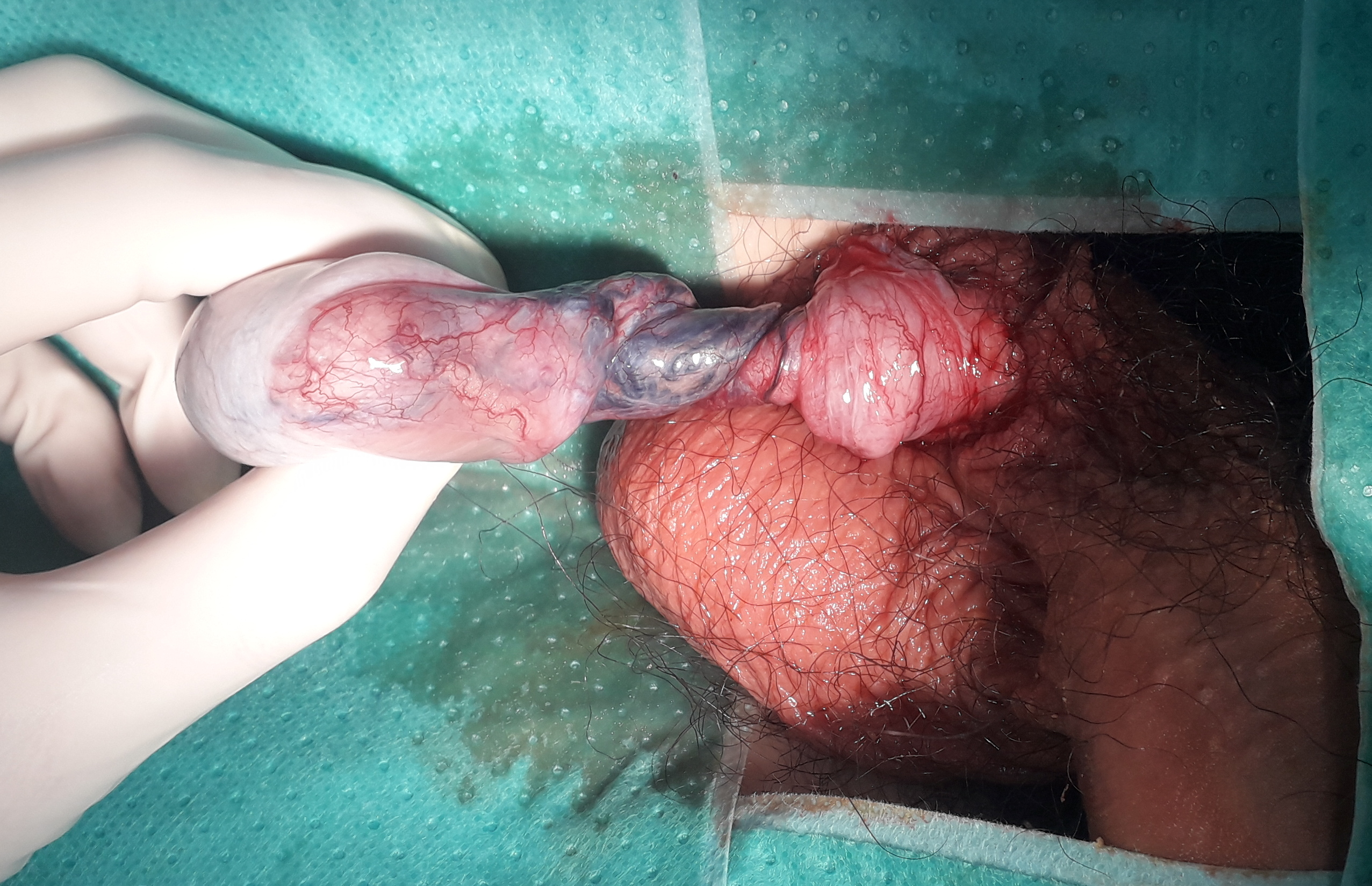

Torze varlete je relativně nebezpečný stav vznikající přetočením varlete uvnitř šourku. Vzniká nevhodným pohybem, nebo úderem, především u disponovaných mužů. Častěji postihuje mladší muže jednak kvůli prvnímu projevu dispozice a jednak kvůli vyšší fyzické aktivitě.
Torze se projevuje jednostrannou bolestí, často rostoucí, otokem a často i tmavnutím poloviny šourku. Stav vyžaduje urychlenou nápravu.
Varle je anatomicky standardně upevněno shora semenným provazcem a v zadní spodní části pod ocasem nadvarlete k šourku malým vazem (ligamentum gubernaculum, gubernaculum testis). Semenný provazec nemusí být pevně vrostlý v kanálu (kterým při vývoji varle sestupuje). Při otočení kolem gubernacula dochází k zaškrcení cévní pleteně v semenném provazci a následně hrozí odumření varlete v důsledku chybějícího krevního zásobení. Stav vyžaduje urychlené, většinou chirurgické, řešení. Kromě nápravy se varle většinou preventivně upevňuje dole v šourku.